# 彷書月刊
『彷書月刊』（ほうしょげっかん）は、1985年9月に創刊された日本の月刊誌。株式会社彷徨舎から刊行。のち弘隆社より刊行。
古書と古書店をテーマにした情報誌で、毎号異なる特集記事、本に関する連載、古書即売会の情報のほか、巻末には数十ページの古書店目録（古書店が売り物を公表するカタログ）が掲載されている。
編集長は田村治芳（田村七痴庵）。
2010年10月号（300号）をもって休刊した。

## 連載
- 浅生ハルミン
- 石田千
- 岡崎武志
- 恩田雅和
- 河内紀
- Q.B.B.（久住昌之、久住卓也）
- 近代ナリコ
- 坂崎重盛
- 豊田正子
- nanakikae
- 南陀楼綾繁
- 橋爪紳也
- 久松健一
- 藤巻法明

ほか